# Зарічний (Совєтський район)
Зарі́чний (рос. Заречный) — селище у складі Совєтського району Алтайського краю, Росія. Входить до складу Шульгінської сільської ради.

## Населення
Населення — 78 осіб (2010; 89 у 2002).
Національний склад (станом на 2002 рік):
- росіяни — 95 %